# Kirche Vehlen
Die evangelische Kirche Vehlen befindet sich im Obernkirchener Ortsteil Vehlen in Niedersachsen. Der Kirchenbau steht wegen seiner geschichtlichen und städtebaulichen Bedeutung unter Denkmalschutz.

## Geschichte und Architektur

Vehlen, Innenraum der Alten Kirche (vor 1900)

Eine Johannes dem Täufer geweihte Kirche in Vehlen wird zuerst in der Gründungsurkunde des Mindener Bischofs Werner von Minden für das Stift Obernkirchen 1167 erwähnt. Bei diesem Kirchenbau handelte es sich um eine im Kern romanische, im Innern kreuzgratgewölbte Saalkirche mit vorgesetztem, von einem Quersatteldach abgeschlossenen Kirchturm und rechteckigem Altarhaus. Ein Ablassbrief von 1495 verweist auf Umbauarbeiten, bei denen die gotischen Maßwerkfenster und Schallarkaden eingebaut wurden.
Nachdem der romanische Vorgängerbau gegen Ende des 19. Jahrhunderts zu klein geworden war, wurde in den Jahren 1903 bis 1906 der heutige Kirchenbau als neugotische Saalkirche mit polygonaler Apsis und einem Westturm errichtet, der von einem achtseitigen Steilhelm bekrönt ist. Der mit einfachen Fenstermaßwerken ausgestattete, im Innern kreuzrippengewölbte Kirchenbau besitzt hölzerne Emporeneinbauten.
Von der alten Kirche wurden der Taufstein von 1670, ein Leuchter von 1691 und eine Bronzeglocke des Kirchturms aus dem Jahre 1777 übernommen.

## Kirchengemeinde
Die Kirchengemeinde, die zur Evangelisch-Lutherischen Landeskirche Schaumburg-Lippe gehört, umfasst die Orte Achum, Ahnsen, Echtorf (teilweise), Müsingen, Tallensen und Vehlen. Früher waren dies Vehlen, Achum, Widdensen, Ahnsen-Neumühlen und Deinsen sowie zu Teilen Echtorf, Neuseggebruch und Schierneichen.
1998 wurde das Gemeindehaus Elim in Ständerbauweise errichtet. Es dient als Gemeindehaus und Kindertagesstätte.